# Eddie Pope
George Edward "Eddie" Pope (Greensboro, Carolina do Norte, 24 de dezembro de 1973) é um ex-futebolista norte-americano, que atuava como defensor.

## Carreira
Ele que disputou três Copas do Mundo: 1998, 2002 e 2006.
Pope representou a Seleção Estadunidense de Futebol nas Olimpíadas de 1996, quando atuou em casa.
Em clubes, jogou por mais tempo no DC United, entre 1996 e 2002. Atuaria também pelo MetroStars (hoje Red Bull New York) e Real Salt Lake, sua última equipe. Deixou os gramados em 2007, com 33 anos de idade.